# Manosinistra
La manosinistra (detta anche mancina, in lingua francese main-gauche), è un'arma bianca.

## Storia

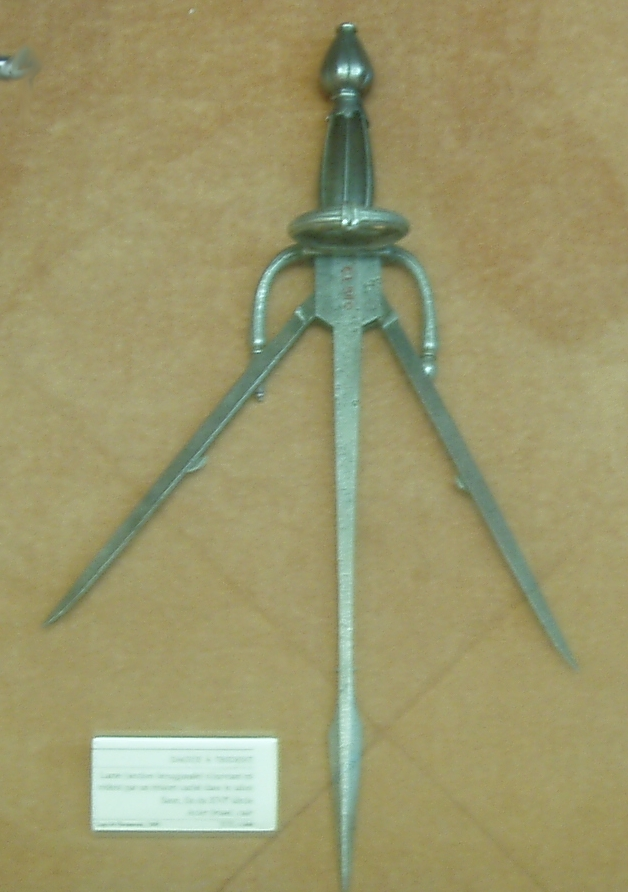
Pugnale trilama tedesco – XVI secolo – Château d'Écouen (Francia)

La manosinistra fa parte di una categoria di piccole armi utilizzate in Europa durante il Medioevo e il tardo Rinascimento. Queste armi erano utilizzate congiuntamente ad armi da duello come lo stocco o la striscia.
Il loro nome anglofono (parry dagger) evidenzia come fossero destinate più alla parata e alla difesa, che come semplice pugnale. Incorporavano spesso infatti un'ampia guardia. Venivano usate anche per attaccare, quando se ne presentava l'opportunità.
Sono inclusi nella categoria generale due tipi particolari di arma: gli "spezzalama" e i "pugnali trilama".

## Tipologie particolari

### Spezzalama

Illustrazione di una daga spezzalama o "da presa".

Si tratta di robusti pugnali che al posto della lama avevano una dentatura quasi fossero un pettine, questa permetteva di intrappolare l'arma avversaria e tutt'al più, grazie a una torsione, toglierla dalla mano dell'avversario; è improbabile infatti che, salvo casi fortuiti, potessero realmente rompere l'arma dell'avversario.

### Pugnali trilama
Questi pugnali sono costituiti, oltre che dalla classica lama centrale, da altre due lame che, partendo dall'elsa, vanno verso l'esterno, in modo da formare due "V". Questo rende molto più facile e sicuro intrappolare la lama dell'avversario.

## Uso moderno

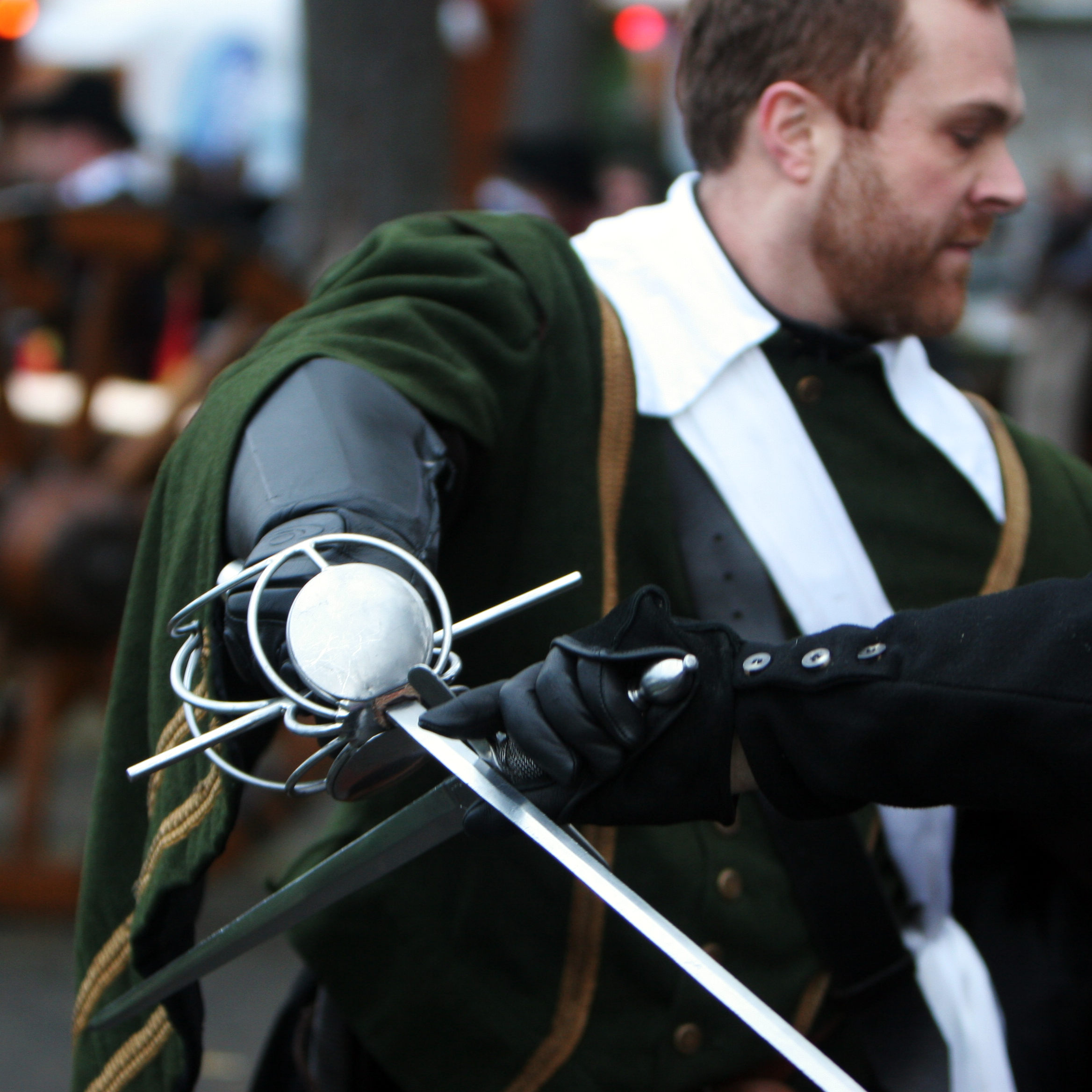
Parata di manosinistra su attacco di spade - dimostrazione

Armi di questo tipo sono raramente utilizzate nei moderni sport: è infatti proibito il loro uso in molti sport di combattimento comuni nel mondo occidentale. Un'eccezione si trova però nel kendō dove è consentito l'utilizzo di due shinai di differenti misure.
Attualmente viene usata nella Scherma Storica nelle tecniche di spada e daga, dove quest'ultima serve soprattutto a "prendere il ferro", ovvero spostare la spada avversaria per poter poi portare l'affondo con la spada o la striscia.
Negli ultimi anni si sta sviluppando uno studio sempre più accurato da parte delle associazioni che praticano HEMA (Historical European Martial Arts) dove l'utilizzo del pugnale è largamente adottato nelle discipline di combattimento: spada e pugnale, pugnale solo, cappa e pugnale.